# チオドス
チオドス (Chiodos) とは、アメリカ合衆国,ミシガン州にて結成された、ポスト・ハードコアバンドである。

## メンバー
クレイグ・オーウェンズ (Craig Owens) - (ヴォーカル)
- 生年月日:1984年8月26日（40歳）
- 母親が僅か17歳の時に、ミシガン州にて生まれた。キーボード担当のブラッドリー・ベルと共に"Cinematic Sunrise"というバンドも結成していたが、こちらは解散している。2009年に、チオドスを強制的に脱退させられているが、2012年に復帰。その間、D.R.U.G.S.というバンドを結成していた。Chiodos解散後の2016年からはbadXchannelsというソロプロジェクトで活動している[1]。

ブラッドリー・ベル  (Bradley Bell) - (キーボード)
パット・マクマナマン  (Pat McManaman) - (ギター)
トーマス・エラック (Thomas Erak) - (ギター) 
マット・ゴッダード  (Matt Goddard) - (ベース)
デリック・フロスト (Derrick Frost) - (ドラム)
- バンドとの不和を理由に、2009年初頭に、一度、脱退している。その後、2012年に再び加わった。

### 旧メンバー
ブランドン・ボルマー  (Brandon Bolmer) - (ヴォーカル)
- 生年月日:1986年7月22日（38歳）
- ヴォーカリストとして活動を行う一方、グラフィックデザイナーとしての一面も持つ。
- イエスタデイ・ライジング (Yesterdays Rising)で、2002年から2010年までヴォーカルを務めていた。

ジェイソン・ヘオル  (Jason Hale) - (ギター)
タナー・ウェイン  (Tanner Wayne) - (ドラム)

## 音楽性
電子音とピアノ、そしてメタリックなギターリフを多用したサウンドに、ポップなメロディラインのヴォーカルを乗せるスタイルで、「まるでミュージカルを聴いている様なドラマティックな曲展開、そしてプログレッシブ色の強い複雑な曲構成」が、彼等の持ち味とされている。

## 来歴

### クレイグ在籍時の活動
2001年、ミシガン州にて当時高校生だったメンバーによって結成。初期の頃は「The Chiodos Bros」というバンド名で活動していた。その後、1st自主制作ミニアルバム「The Acoustic EP」を発表し、2002年になると2nd自主制作ミニアルバム「The Best Way to Ruin Your Life」を発表。
2003年に、アメリカのインディーズレーベル「Search and Rescue records」とレーベル契約を結び、7曲入りミニアルバム「The Heartless Control Everything」をリリースする。
2004年に入るとフロントマンのクレイグ・オーウェンズが肺炎を患い、一時バンド解散の危機が訪れた。彼が回復した後に、米インディーズレーベル大手のイコール・ヴィジョン・レコードへと移籍。
2005年7月26日、1stアルバム『All's Well That Ends Well』をリリース。すると、いきなり全米アルバムチャートにて164位を記録。
その後もライブ活動などで着実に人気を拡大していき、前作から二年以上を空けた2007年9月4日に、2ndアルバム『Bone Palace Ballet』をリリース。前回を大幅に上回る、全米アルバムチャート初登場5位を記録し、現在までに20万枚以上を売り上げている。また、アルバム発表後には、SaosinやThe Usedらと共に「Taste Of Chaos Tour 2007」に参戦し、全米最大のパンクの祭典「Warped Tour」では、見事メインステージ公演を果たしている。
アルバムの成功も相まって、バンドとしての人気も絶頂を迎えていた2008年7月20日、フロントマンのクレイグ・オーウェンズが、精神安定剤の大量摂取（オーバードース）を行い病院に搬送される。しかし幸いにも、その後回復。
2008年10月28日、2ndアルバムに新曲をプラスした「Bone Palace Ballet - Grand Coda」をリリース。
2009年2月には、Alesana・36 CRAZYFISTSと共に日本へツアー来日を果たし、3月には日本国内盤の「Bone Palace Ballet - Grand Coda」がワーナーミュージック・ジャパンより発売された。

### クレイグ脱退後の活動
その後も、オルタナティブ・プレス誌から「2009年、最もニュー・アルバムが期待されるアーティスト」の一つに選ばれるなど、現在のアメリカを代表するバンドまでに成長した彼等だが、当時ドラムを担当していたデリック・フロストがバンドとの不和を理由に、2009年5月辺りに突如脱退を表明した。そして9月辺りに、ヴォーカルのクレイグ・オーウェンズが突如、脱退させられた。これも、メンバーと彼の間に軋轢があったのが原因とされている。この知らせを聞いたクレイグは、後に自身のホームページで「動揺し怒りが込み上げている。本当にショックだよ。」と語っており、本人は不本意のまま強制脱退させられた事になる。その後、ドラマーにタナー・ウェイン（Tanner Wayne）を、ヴォーカルに元イエスタデイ・ライジングのブランドン・ボルマー（Brandon Bolmer）を迎え入れている。
2010年10月5日には、3rdアルバム『Illuminaudio』がリリースされた。全米アルバムチャートでは、初登場37位を記録。

### クレイグ復帰後
2012年3月27日、ボルマーとウェインがバンドから脱退。直後の4月に、クレイグ・オーウェンズが正式に復帰。続いて、5月にデリック・フロストも復帰した。
2012年11月、ジェイソンがバンドから脱退した。代わりに、トーマス・エラックが加入。
2016年11月3日、解散。

## ディスコグラフィー

### アルバム
| 発表                                     | 詳細 | 各アルバムチャート最高位 | 各アルバムチャート最高位 |
| 発表                                     | 詳細 | 全米アルバムチャート     | インディーズ・チャート   |
| ---------------------------------------- | --- | ------------------------ | ------------------------ |
| 2005年                                   | All's Well That Ends Well - 1stアルバム - 発売日: 2005年7月26日 2006年4月25日 - 販売レーベル: イコール・ヴィジョン・レコード Howling Bull - 2006年10月17日に、ボーナストラック3曲とミュージックビデオなどを収録したDVDを加えて、 再リリースされている。 - 日本国内盤が、Howling Bullより発売されている。 | 164                      | 11                       |
| 2007年                                   | Bone Palace Ballet - 2ndアルバム - 発売日: 2007年9月4日 - 販売レーベル: イコール・ヴィジョン・レコード - 全米アルバムチャートにて、初週に3万9千枚を売り上げ、初登場5位を記録した。 - 現時点における彼等の最大のヒット作で、全米での販売累計も20万枚を突破した。 - 2008年10月28日に新曲を加えて「Bone Palace Ballet - Grand Coda」として再リリースされた。                                                        | 5                        | 1                        |
| 2008年                                   | Bone Palace Ballet - Grand Coda - 2ndアルバムの再リリース盤。 - 発売日: 2008年10月28日 2009年3月25日 - 販売レーベル: イコール・ヴィジョン・レコード ワーナー・ミュージック - オリジナル盤の6曲目に収録されていた"Teeth the Size of Piano Keys"が収録されていないが、 その代わりに新曲が6曲追加されている。(その内2曲は、アコースティックVer.) - 日本国内盤が、ワーナーミュージック・ジャパンより発売されている。 | —                        | —                        |
| 2010年                                   | Illuminaudio - 3rdアルバム。 - 発売日: 2010年10月5日 未定 - 販売レーベル: イコール・ヴィジョン・レコード 未定 | 37                       | —                        |
| "—" は、チャートに入らなかった事を表す。 | |                          |                          |

### シングル
| 発表   | 曲のタイトル                                                           | 収録アルバム              |
| 2005年 | All Nereids Beware                                                     | All's Well That Ends Well |
| 2005年 | One Day Women Will All Become Monsters                                 | All's Well That Ends Well |
| 2006年 | Baby, You Wouldn't Last a Minute on the Creek                          | All's Well That Ends Well |
| 2007年 | The Words 'Best Friend' Become Redefined                               | All's Well That Ends Well |
| 2008年 | Lexington (Joey Pea-Pot with a Monkey Face)                            | Bone Palace Ballet        |
| 2008年 | The Undertaker's Thirst for Revenge is Unquenchable (The Final Battle) | Bone Palace Ballet        |

### ミニアルバム
- The Acoustic EP - 2001年に発表した自主制作盤。
- The Best Way to Ruin Your Life - 2002年に発表した自主制作盤。
- The Heartless Control Everything - 2003年に小規模インディーズレーベル、"Search and Rescue"より発表。

## ミュージックビデオ

### All's Well That Ends Well
1stアルバム「All's Well That Ends Well」からは、2005年に自主制作で"All Nereids Beware"が。
そして2006年には"One Day Women Will All Become Monsters"と"Baby, You Wouldn't Last a Minute　on the Creek"の2曲が製作されている。ちなみに、"Baby, You Wouldn't Last a Minute on the Creek"のミュージックビデオは、再リリース盤「All's Well That Ends Well」の付属DVDに収録されている。

### Bone Palace Ballet
2ndアルバム「Bone Palace Ballet」からは、"Lexington (Joey Pea-Pot With A Monkey Face)"のミュージックビデオが、アルバムの発売から少し遅れた2008年4月2日にインターネット上で発表された。なおメンバー達は、このビデオの出来に不満を持っていたとのこと。この事は、後にドラマーのデリックがインタビューで明かしている。
そして、2008年12月20日に"The Undertaker's Thirst For Revenge Is Unquenchable (The Final Battle)"のミュージックビデオが発表されている。

## クレイグ・オーウェンズのオーバードースについて
2008年7月20日、クレイグ・オーウェンズがミシガン州にある自宅で、抗不安薬の「ジェネリック・ザナックス」をオーバードースし病院へ搬送された。幸いにも直ぐに救急救命室へ運ばれ、命に別状は無かった（抗不安薬は依存性が強い上に激しい副作用を伴い、一度に大量に服用すると最悪の場合死に至ることもある）。
彼がオーバードースを行った原因は持病の躁うつ病の悪化に耐えられなくなった為ではないかと言われている。
退院後も目立った後遺症などは無く、すぐにバンドのツアーに復帰した。

## トリビア
- バンド名は、1988年に公開されたホラー映画「Killer Klowns from Outer Space」の製作者のThe Chiodo Brothers（Stephen Chiodo / Charles Chiodo / Edward Chiodoの三人兄弟）から取ったものである。
- 音楽性の影響を受けたアーティストとして、At the Drive-InやQueen等を挙げている。
- 2003年発売の7曲入りミニアルバム「THE HEARTLESS CONTROL EVERYTHING」は、ギター担当パット・マクマナマン宅のベッドルームでレコーディングされたものである。